# Empoli 1921 - Film in rosso e nero
Empoli 1921 - Film in rosso e nero è un film del 1995, diretto da Ennio Marzocchini.

## Trama
A Empoli, tra il settembre del 1920 e il febbraio del 1921, dopo aver visto nei cinematografi l'andamento della Rivoluzione russa e dopo la successiva occupazione contadina delle terre incolte e delle fabbriche operaie, le classi agiate finanziano una spedizione fascista. La popolazione, in fermento per le notizie che arrivano da Firenze, dove dopo l'uccisione del sindacalista Spartaco Lavagnini i ferrovieri scendono in sciopero, il 1º marzo 1921 ingaggia una rivolta sbagliando però obiettivo e attaccando un gruppo di marinai richiamati da Livorno al capoluogo toscano per sostituire i lavoratori in agitazione.
Il bilancio della strage è catastrofico: nove morti e diciotto feriti. La repressione sarà durissima, con l'incendio della Casa del Popolo e l'arresto di un centinaio di persone. Tali avvenimenti saranno dapprima osservati e quindi partecipati da una famiglia di piccoli proprietari terrieri, dove in precedenza la vita scorreva piuttosto tranquilla e c'era persino l'inizio di una timida e incerta storia d'amore tra Biancalinda, figlia di un possidente, e Guido, che non avrà però futuro. Il processo si svolse a Firenze tra maggio e dicembre del 1924: in cinque saranno condannati all'ergastolo, una quarantina tornano in libertà dopo aver scontato la pena e in venti saranno assolti. Nel frattempo il fascismo ha consolidato ulteriormente il proprio potere.

## Produzione
Girato tra l'estate del 1992 e quella del 1993, il terzo film di Marzocchini partecipa a diversi festival nazionali e internazionali, dal Festival di Venezia al Festival di Ajaccio, e vinse il Gran Premio della Giuria al Festival di Annecy.
Realizzato con i finanziamenti dell'ex articolo 28 del Ministero dello Spettacolo, ma il finanziamento basta per far fronte solo alle spesa della metà delle riprese del film; è dunque costretto ad interrompere le riprese ed a cercare un finanziamento per concluderle; dopo mille peripezie e tentativi decide di ipotecare un appartamento di sua proprietà per portare a termine il film e tutte le fasi di post-produzione.
Il soggetto originale, dal titolo "Trattoria del Marzocco", liberamente ispirato al racconto "Trattoria del Polo Nord" di Arturo Tofanelli, vinse nel 1988 il premio "Cento milioni per un soggetto" indetto dal periodico Ciak. La sceneggiatura vinse il Premio Flaiano.

## Luoghi di ripresa
Il film venne girato in esterni a Empoli, Vinci, Montespertoli, San Miniato Basso, Fucecchio, Santa Croce sull'Arno, Castelfranco di Sotto, Castelfiorentino e Cerreto Guidi. Alcuni interni furono girati a Cinecittà.

## Distribuzione
Il film ebbe il visto di censura n. 90.471 del 16 novembre 1995, incassando quasi 25 milioni di lire.